# Campeonato Nacional de Padbol Argentina 2015
El Campeonato Nacional de Padbol Argentina 2015 fue la tercera edición del torneo. Participaron 12 parejas entre el 9 y 11 de octubre de 2015 en las instalaciones de "La Meca Padbol Club" en La Plata, Buenos Aires. 
Los campeones fueron Tomás Labayen y Lucas Vaioli, tras un 6-4, 7-6 a Gonzalo Maidana y Lisandro Narbaitz. Ambos se ganaron el derecho de clasificación a la Copa Intercontinental de Padbol 2015 que se disputó en las Islas Canarias.

## Sede
La sede elegida para el torneo fue "La Meca Padbol Club", de La Plata, lugar considerado como la cuna del Padbol, ya que allí se instaló la primera cancha en el mundo.

## Formato
El torneo constó de 4 grupos de 3 parejas cada uno. Los dos que mejor se ubicaron en su zona accedieron a la fase final, que coronó a los campeones tras superar cuartos, semifinal y final.

### Fase de grupos

#### Grupo A
| Equipo              | PJ | PG | PP | SF | SC | GF | GC | DS |
| ------------------- | -- | -- | -- | -- | -- | -- | -- | -- |
| Maidana/Narbaitz    | 2  | 2  | 0  | 4  | 0  | 24 | 1  | 4  |
| Pérez/Nadal         | 2  | 1  | 1  | 2  | 2  | 13 | 15 | 0  |
| Dalle Crode/Galizia | 2  | 0  | 2  | 0  | 4  | 3  | 24 | -4 |

#### Grupo B
| Equipo          | PJ | PG | PP | SF | SC | GF | GC | DS |
| --------------- | -- | -- | -- | -- | -- | -- | -- | -- |
| Figueroa/Soria  | 2  | 2  | 0  | 4  | 0  | 24 | 6  | 4  |
| Maidana/Rey     | 2  | 1  | 1  | 2  | 2  | 18 | 15 | 3  |
| Regueiro/Mamaní | 2  | 0  | 2  | 0  | 4  | 3  | 24 | -4 |

#### Grupo C
| Equipo         | PJ | PG | PP | SF | SC | GF | GC | DS |
| -------------- | -- | -- | -- | -- | -- | -- | -- | -- |
| Labayen/Vaioli | 2  | 2  | 0  | 4  | 0  | 24 | 0  | 4  |
| Galván/Díaz    | 2  | 1  | 1  | 2  | 2  | 12 | 12 | 0  |
| Díaz/Comini    | 2  | 0  | 2  | 0  | 4  | 0  | 24 | -4 |

#### Grupo D
| Equipo           | PJ | PG | PP | SF | SC | GF | GC | DS |
| ---------------- | -- | -- | -- | -- | -- | -- | -- | -- |
| Luti/Dottavio    | 2  | 2  | 0  | 4  | 1  | 30 | 18 | 3  |
| Pitcovsky/Renedo | 2  | 1  | 1  | 3  | 2  | 30 | 20 | 1  |
| Carrion/Bellini  | 2  | 0  | 2  | 0  | 4  | 2  | 24 | -4 |

### Fase Final
|  | Cuartos de final | Cuartos de final |                |                  | Semifinales      | Semifinales      |  |                  | Final            | Final            |  |
|  | 10 de septiembre | 10 de septiembre |                |                  | 10 de septiembre | 10 de septiembre |  |                  | 11 de septiembre | 11 de septiembre |  |
|  |                  |                  |                |                  |                  |                  |  |                  |                  |                  |  |
|  |                  |                  |                |                  |                  |                  |  |                  |                  |                  |  |
|  | Maidana/Narbaitz | 6 6              |                |                  |                  |                  |  |                  |                  |                  |  |
|  | Maidana/Narbaitz | 6 6              |                |                  |                  |                  |  |                  |                  |                  |  |
|  | Galván/Díaz      | 0 2              |                |                  |                  |                  |  |                  |                  |                  |  |
|  | Galván/Díaz      | 0 2              |                | Maidana/Narbaitz | 6 6              |                  |  |                  |                  |                  |  |
|  |                  |                  |                | Maidana/Narbaitz | 6 6              |                  |  |                  |                  |                  |  |
|  |                  |                  | Figueroa/Soria | 3 3              |                  |                  |  |                  |                  |                  |  |
|  | Figueroa/Soria   | 6 6              | Figueroa/Soria | 3 3              |                  |                  |  |                  |                  |                  |  |
|  | Figueroa/Soria   | 6 6              |                |                  |                  |                  |  |                  |                  |                  |  |
|  | Pitcovsky/Renedo | 1 3              |                |                  |                  |                  |  |                  |                  |                  |  |
|  | Pitcovsky/Renedo | 1 3              |                |                  |                  |                  |  | Maidana/Narbaitz | 4 6              |                  |  |
|  |                  |                  |                |                  |                  |                  |  | Maidana/Narbaitz | 4 6              |                  |  |
|  |                  |                  | Labayen/Vaioli | 6 7              |                  |                  |  |                  |                  |                  |  |
|  | Luti/Dottavio    | 3 7 0            | Labayen/Vaioli | 6 7              |                  |                  |  |                  |                  |                  |  |
|  | Luti/Dottavio    | 3 7 0            |                |                  |                  |                  |  |                  |                  |                  |  |
|  | Maidana/Rey      | 6 5 6            |                |                  |                  |                  |  |                  |                  |                  |  |
|  | Maidana/Rey      | 6 5 6            |                | Maidana/Rey      | 2 2              |                  |  |                  |                  |                  |  |
|  |                  |                  |                | Maidana/Rey      | 2 2              |                  |  |                  |                  |                  |  |
|  |                  |                  | Labayen/Vaioli | 6 6              |                  |                  |  |                  |                  |                  |  |
|  | Labayen/Vaioli   | 6 7              | Labayen/Vaioli | 6 6              |                  |                  |  |                  |                  |                  |  |
|  | Labayen/Vaioli   | 6 7              |                |                  |                  |                  |  |                  |                  |                  |  |
|  | Nadal/Pérez      | 3 6              |                |                  |                  |                  |  |                  |                  |                  |  |
|  | Nadal/Pérez      | 3 6              |                |                  |                  |                  |  |                  |                  |                  |  |
|  |                  |                  |                |                  |                  |                  |  |                  |                  |                  |  |

### Cuartos de final
| 10 de octubre de 2015 | Maidana/Narbaitz | 6-0 6-2 | Galván/Díaz |  |  |

| 10 de octubre de 2015 | Figueroa/Soria | 6-1 6-3 | Pitcovsky/Renedo |  |  |

| 10 de octubre de 2015 | Luti/Dottavio | 3-6 7-5 0-6 | Maidana/Rey |  |  |

| 10 de octubre de 2015 | Labayen/Vaioli | 6-3 7-6 | Nadal/Pérez |  |  |

### Semifinales
| 10 de octubre de 2015 | Maidana/Narbaitz | 6-3 6-3 | Figueroa/Soria |  |  |

| 10 de octubre de 2015 | Labayen/Vaioli | 6-2 6-2 | Maidana/Rey |  |  |

### Final
| 11 de octubre de 2015 | Maidana/Narbaitz | 4-6 6-7 | Labayen/Vaioli |  |  |